# Tugalina
Tugalina — род морских брюхоногих моллюсков из семейства Fissurellidae.

## Описание
Раковина симметричная, конусообразная или шапочковидная, с овальным контуром, без завитка. Перламутровый слой на раковине отсутствует. Нога большая, овальная. Питаются водорослями, соскребая их при помощи радулы с подводных камней. Известны в ископаемом виде.

## Виды
Согласно World Register of Marine Species (WoRMS), следующие виды включены в род Tugalina
- Tugalina gigas (Martens, 1881)
- Tugalina plana (Schepman, 1908)
- Tugalina radiata Habe, 1953
- Tugalina vadososinuata (Yokoyama, 1922)